# الألعاب البارالمبية الصيفية 1988
الألعاب البارالمبية الصيفية 1988 هي النسخة الثامنة من الألعاب البارالمبية بدأت في 15 أكتوبر وإنتهت في 24 أكتوبر 1988 في سيئول، كوريا الجنوبية بعد نجاح عرض المدينة في الحصول على شرف استضافة ألعاب البارلمبية والألعاب الأولمبية، شارك 3057 رياضي في منافسات هذه النسخة ومن 61 دولة. إحتلت الولايات المتحدة الصدارة في ترتيب الميداليات بعد فوزها ب92 ميدالية ذهبية.